# Кордон (пост лесной стражи)

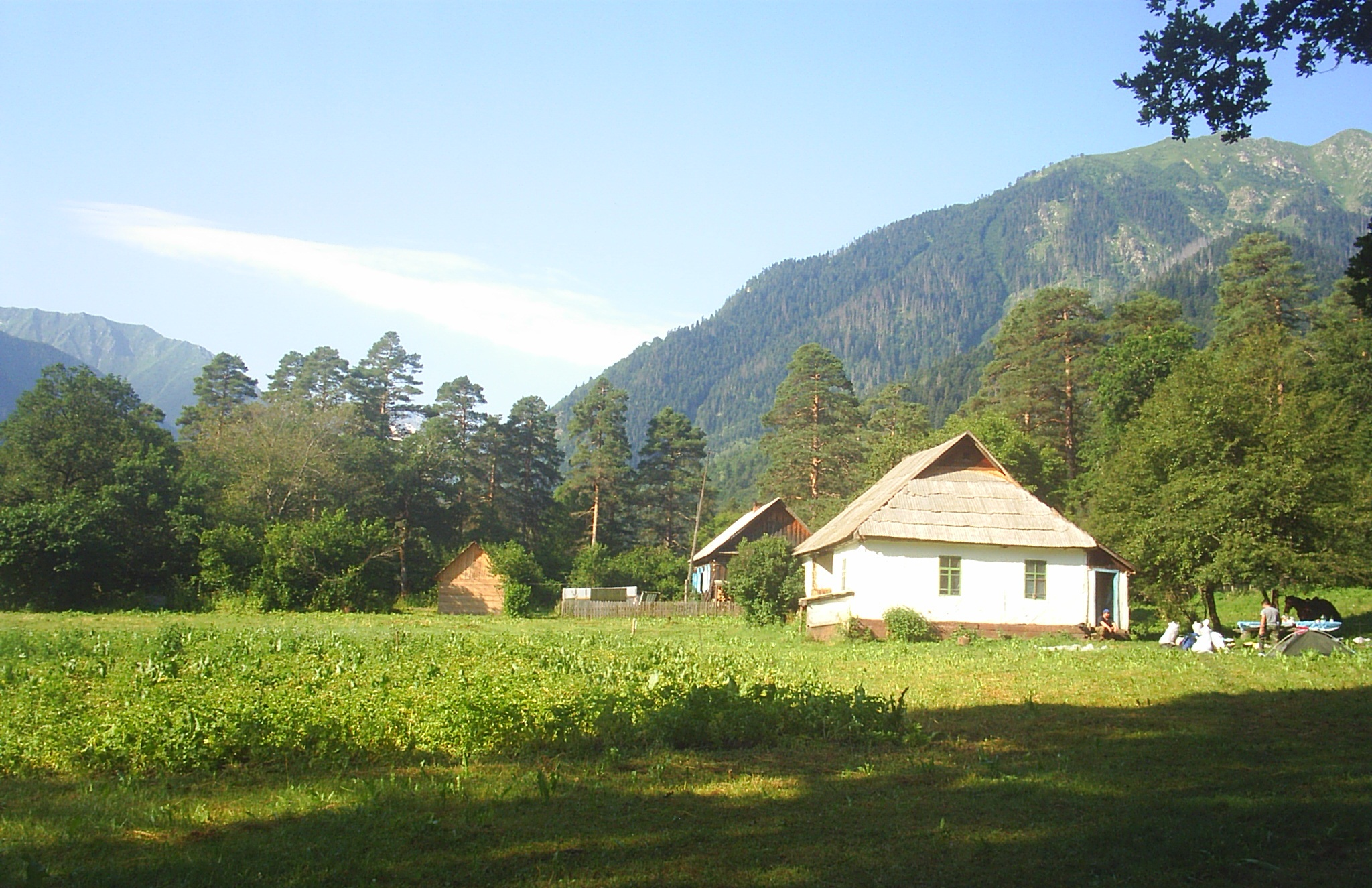
Кордон Умпырь в Кавказском государственном природном биосферном заповеднике

Кордо́н (фр. cordon — шнур, растянутое расположение войск) — стационарный (постоянный) или временный пост лесной стражи или охраны заповедников.
Кордон устанавливается с целью наблюдения за флорой и фауной леса, а также для защиты от незаконного использования.

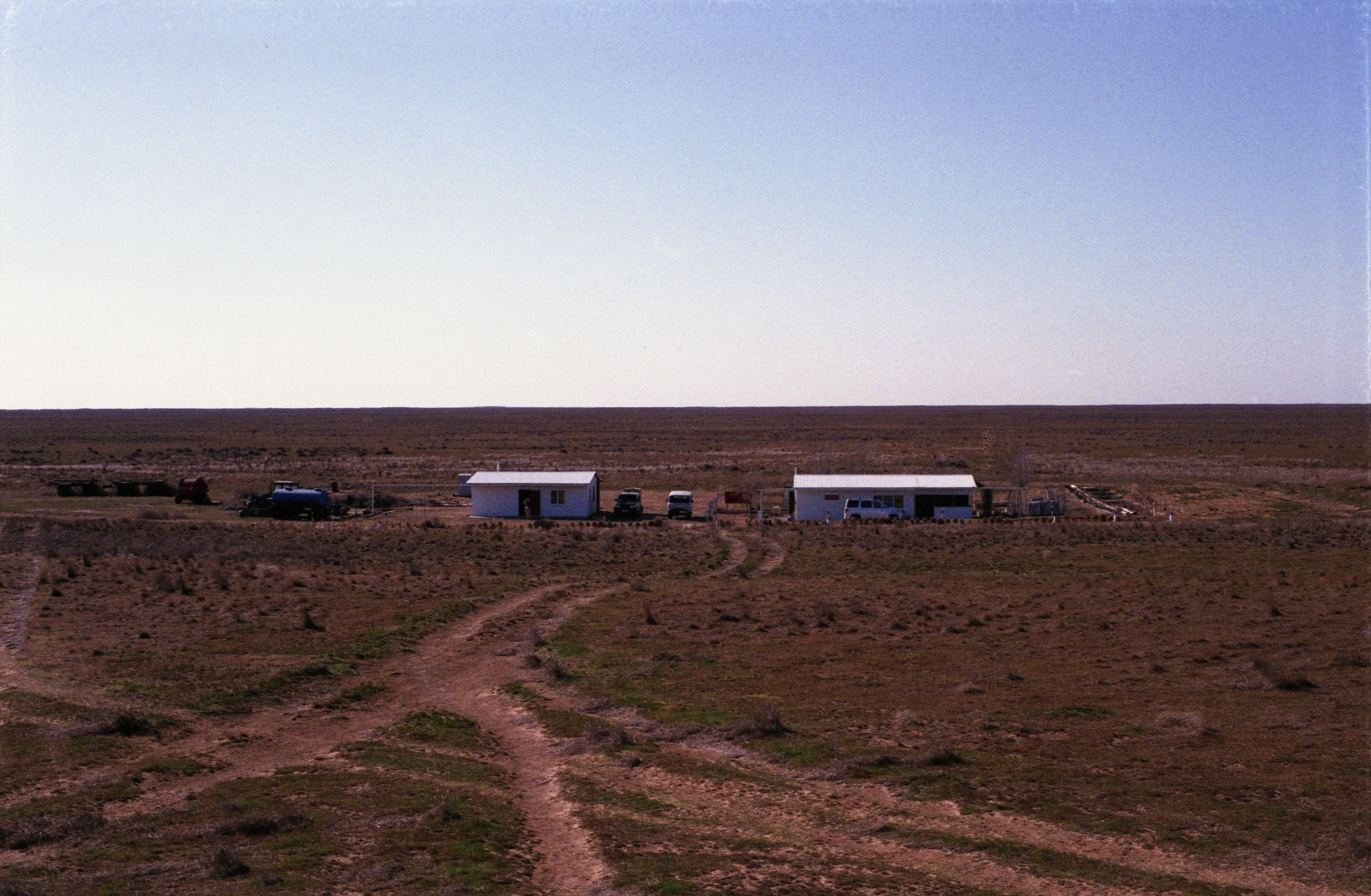
Кордон в заказнике Степной, Астраханская область (2020)

Кордоном называют также жилые и хозяйственные постройки для должностных лиц (егерей, лесников) национальных парков, заповедников, заказников, охотничьих хозяйств и прочее. Принадлежность кордона обозначается специальным аншлагом (табличкой), снабжённым указателем со схемой границ.
Кордоном также называется один из типов населённых пунктов в России.